# Elena Kundura
Elena Kundura, gr. Έλενα Κουντουρά (ur. 2 listopada 1962 w Atenach) – grecka modelka i polityk, deputowana krajowa, minister turystyki w rządzie Aleksisa Tsiprasa, posłanka do Parlamentu Europejskiego IX i X kadencji.

## Życiorys
W młodości z sukcesami trenowała skok wzwyż i bieg na 100 metrów przez płotki, brała udział w zawodach krajowych i międzynarodowych. Ukończyła studia z zakresu wychowania fizycznego na Uniwersytecie Narodowym im. Kapodistriasa w Atenach. W latach 1984–1996 pracowała jako profesjonalna modelka, je współpracownikiem był m.in. fotograf i projektant Serge Lutens. Później przez kilka lat zajmowała się redagowaniem prasy kobiecej.
Zaangażowała się w działalność polityczną w ramach Nowej Demokracji. W latach 2004–2007 po raz pierwszy sprawowała mandat posłanki do Parlamentu Hellenów. Powróciła do niego w 2011, zastępując w trakcie kadencji Dimitrisa Awramopulosa. W 2012 została wykluczona z frakcji ND za głosowanie przeciwko wynegocjowanemu przez rząd porozumieniu w sprawie redukcji greckiego zadłużenia. Dołączyła następnie do ugrupowania Niezależni Grecy, stając się jednym z jego liderów. W wyborach z maja 2012, czerwca 2012, stycznia 2015 i września 2015 z powodzeniem ubiegała się o poselską reelekcję.
W styczniu 2015 została wiceministrem do spraw turystyki w rządzie Aleksisa Tsiprasa. Funkcję tę pełniła do sierpnia tegoż roku. Powróciła na ten urząd we wrześniu 2015 w drugim gabinecie lidera Syrizy. W listopadzie 2016 w trakcie rekonstrukcji rządu awansowała na stanowisko ministra turystyki. W styczniu 2019 została wykluczona z Niezależnych Greków za poparcie porozumienia dotyczącego rozwiązania konfliktu grecko-macedońskiego, które doprowadziło do rozpadu koalicji.
W maju 2019 zakończyła pełnienie funkcji ministra. W tym samym miesiącu z listy Syrizy została wybrana do Europarlamentu IX kadencji. Z powodzeniem ubiegała się o reelekcję w 2024.